# Atlético Madrid (Frauenfußball)

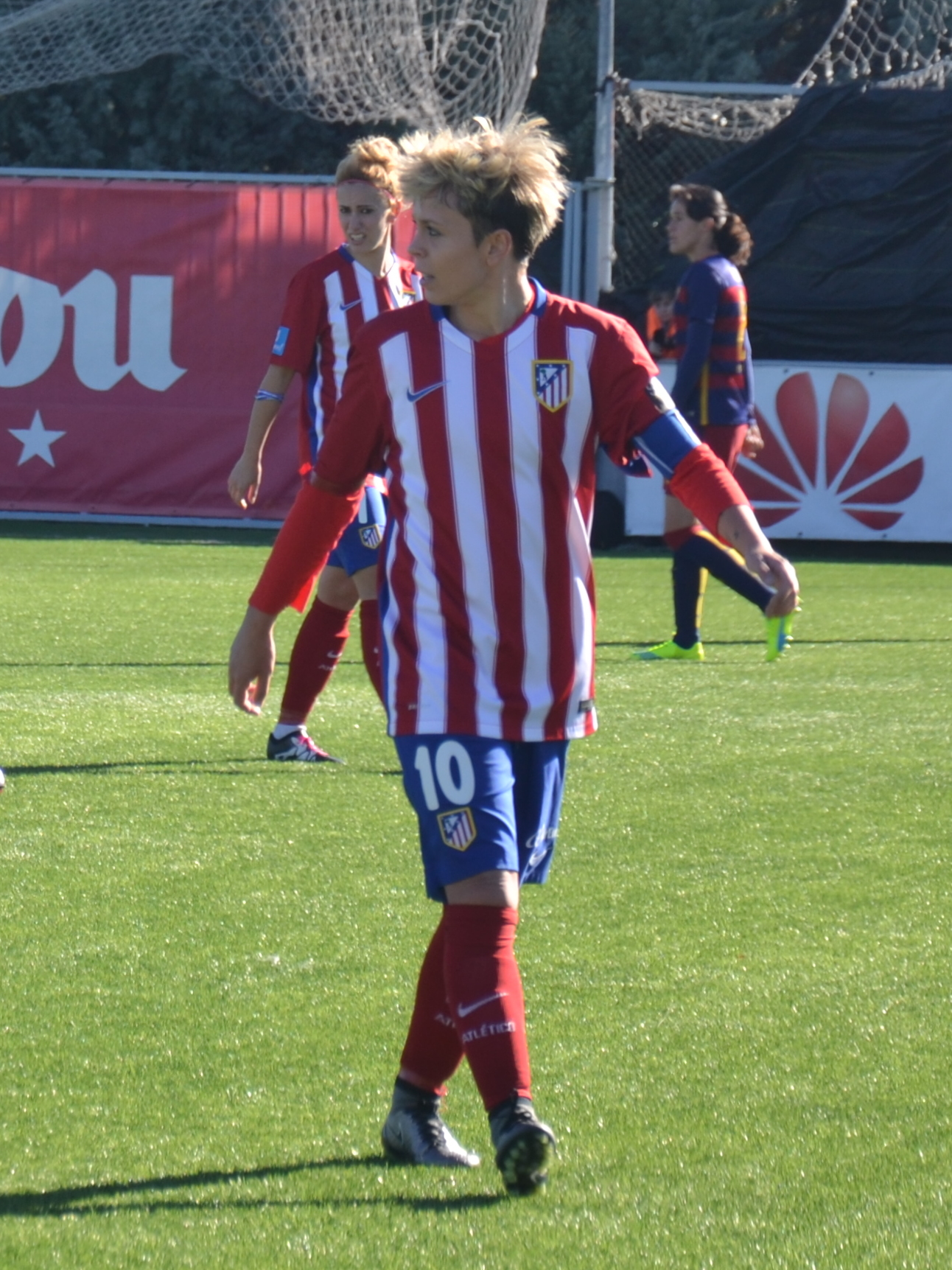
Amanda Sampedro, Urgestein und Spielführerin von Atlético Madrid.

Die Frauenfußballabteilung des Sportvereins Atlético Madrid (offiziell: Club Atlético de Madrid) aus Spanien wurde erstmals 1989 gegründet und 2005 wiederbelebt.

## Geschichte
Unter der Bezeichnung Atlético Villa de Madrid eröffnete Atlético im Jahr 1989 erstmals eine Fußballsektion für Frauen, die im ersten Jahr ihres Bestehens sofort den spanischen Meistertitel gewinnen konnte. Nach nur drei Jahren wurde das Team 1992 wieder aufgelöst. 2001 formierte sich in Madrid ein neues eigenständiges Frauenteam unter der Bezeichnung Atlético Féminas, das zunächst in der Regionalliga startend bis 2003 den Durchmarsch in die zweite Liga schaffte. 2005 wurde dieses Team schließlich als neue Vereinssektion bei Atlético Madrid inkorporiert und konnte als Zweitligameister 2006 den Aufstieg in die Primera División (damals noch Superliga genannt) vollenden.
Als Vizemeister der Saison 2014/15 qualifizierte sich Atlético erstmals für den Wettbewerb der UEFA Women’s Champions League zur Spielzeit 2015/16, aus dem der Club im Achtelfinale gegen den späteren Sieger Olympique Lyon ausschied. Der Gewinn der Copa de la Reina 2016 markiert den ersten großen Titelerfolg im neuen Jahrtausend. Mit den zwei darauffolgenden Meistertiteln festigte Atlético seinen Platz unter den festen Größen im spanischen Frauenfußball neben dem FC Barcelona und Athletic Bilbao.
Am 17. März 2019 stellte Atlético als gastgebender Club im Ligaspitzenspiel gegen den FC Barcelona (Endstand 0:2) im Stadium Metropolitano mit 60.739 registrierten Einlässen einen neuen Zuschauerweltrekord im Vereinsfußball der Frauen auf. In der Saison 2018/19 konnte Atlético die spanische Meisterschaft zum zweiten Mal in Folge verteidigen, scheiterte aber erneut beim Erreichen des nationalen Doubles nach einer 1:2-Finalniederlage im spanischen Pokal gegen Real Sociedad am 11. Mai 2019.

## Erfolge
| Spanische Meisterschaft | (4×): | 1990, 2017, 2018, 2019 |
| Spanischer Pokal        | (1×): | 2016                   |
| Spanischer Supercup     | (1×): | 2021                   |